# Saint-Louet-sur-Seulles
Saint-Louet-sur-Seulles è un comune francese di 187 abitanti situato nel dipartimento del Calvados nella regione della Normandia.
Prese il nome da san Laudo (Saint-Louet), vescovo di Coutances nel VI secolo.

## Società

### Evoluzione demografica
Abitanti censiti